# San Lorenzo in Damaso
San Lorenzo in Damaso är en kyrkobyggnad och mindre basilika i Rom, helgad åt den helige Laurentius. Kyrkan är inkorporerad i Palazzo della Cancelleria i Rione Parione och tillhör församlingen San Lorenzo in Damaso.
San Lorenzo in Damaso är även titelkyrka. Nuvarande titelinnehavare är kardinal Antonio María Rouco Varela.

## Kyrkans historia
Kyrkan grundades av påve Damasus I år 380. En inskription i kyrkan hugfäster minnet av denna tilldragelse: HAEC DAMASVS TIBI CHRISTE DEVS NOVA TECTA DICAVI LAVRENTII SAEPTVS MARTYRIS AVXILIO. Initialt bar kyrkan även namnet San Lorenzo in Prasino. Prasinus betyder "ljusgrön" på latin och anses i detta sammanhang åsyfta det gröna partiet vid vagnskapplöpningar. Kyrkan uppfördes i närheten av det gröna partiets stall.
Kyrkans första omnämnande förekommer i ett dokument från en synod sammankallad av påve Symmachus år 499; i dokumentet går kyrkan under namnet Titulus Damasi. I Liber Pontificalis benämns kyrkan som Sancti Laurentii juxta Theatrum, vilket anger att den var belägen nära Pompejusteatern. Påve Hadrianus I (772–795) genomförde en restaurering, vid vilken påve Damasus I:s reliker fördes till kyrkan och placerades under högaltaret. Under Johannes XIX:s pontifikat (1024–1032) drabbades kyrkan av en ödeläggande eldsvåda; kyrkan reparerades och konsekrerades ånyo under Stefan IX (1057–1058).
San Lorenzo in Damaso förekommer i Catalogo di Cencio Camerario, en förteckning över Roms kyrkor sammanställd av Cencio Savelli år 1192 och bär där namnet sco. Laurentio in Damaso samt i Catalogo Parigino (cirka 1230) som s. Laurencius in Damaso, i Catalogo di Torino (cirka 1320) som Ecclesia sancti Laurentii in Damaso och i Catalogo del Signorili (cirka 1425) som sci. Laurentii in Damaso.
Den gamla basilikan revs successivt i samband med uppförandet av Palazzo della Cancelleria, säte för det påvliga kansliet, vilket ägde rum mellan 1489 och 1511. Beställare var kardinal Raffaele Riario, som var kardinalpräst av San Lorenzo mellan 1483 och 1517. Den nya basilikan inlemmades i palatset. Det är inte klarlagt vilken arkitekt som ritade palatset och kyrkan; enligt traditionen skall det ha varit Bramante, men byggnadskomplexet uppvisar även arkitektoniska element typiska för Antonio da Sangallo den äldre och Baccio Pontelli. Rester av 300-talskyrkan påträffades under palatsets innergård i samband med utgrävningar, vilka företogs av den tyske konsthistorikern Richard Krautheimer åren 1988–1992.
Kardinal Alessandro Farnese lät installera ett nytt innertak och uppföra en ingångsportal, den senare av Vignola. Kardinal Francesco Barberini uppdrog åt Bernini att bygga om koret, vilket innebar att han ritade en absid och confessio, vilka uppfördes 1638–1640. Därutöver uppfördes ett nytt högaltare.
Under den franska ockupationen av Rom 1799 användes basilikan som stall och övergavs påföljande år. År 1807 företogs en omfattande restaurering under ledning av arkitekten Giuseppe Valadier. Fransmännen ockuperade Rom ånyo 1813 och restaureringsarbetena avbröts, men återupptogs tre år senare, av Giuseppe Salvi och kyrkan återöppnades år 1820. År 1868 gav påve Pius IX arkitekten Virginio Vespignani i uppdrag att återställa basilikans renässansdräkt, vilket innebar att Berninis och Valadiers tillägg avlägsnades. Vespignani lät bygga om ciboriet samt infoga coretti i absiden. Mittskeppet dekorerades med fresker med scener ur de heliga Laurentius och Damasus liv, utförda av Luigi Fontana.
Den 31 december 1939 utbröt en brand i Palazzo della Cancelleria och bland annat förstördes kyrkans tak. Detta återställdes mellan 1940 och 1943.

## Interiören
Kyrkan är en treskeppig basilika med en djup förhall. Bakom högaltaret ses Federico Zuccaris målning Jungfru Marie kröning med de heliga Laurentius, Damasus, Petrus och Paulus. ciboriet med alabasterkolonner och förgylld kupol är ett verk av Virginio Vespignani. Absidens halvkupol med tre tondi, föreställande Tron, Hoppet och Kärleken, är utförda av Francesco Grandi.
Omedelbart till höger om ingången återfinns Berninis Gravmonument över Alessandro Valtrini, utfört 1639 av stenhuggarna Lorenzo Florij, Giacomo Razzinello och Niccolò Sale. Ett bevingat skelett håller i en medaljong med ett porträtt av den avlidne Alessandro Valrini, som hade varit kammarherre hos påve Urban VIII.
I narthex står två skulpturer, vilka avbildar de heliga Frans Xavier och Carlo Borromeo; den sistnämnda är ett verk av Stefano Maderno.
Kyrkan har sex sidokapell, fyra på höger sida och två på vänster sida.

### Höger sida
Cappella di San Nicola
Det första sidokapellet på höger hand, vilket används som dopkapell, är invigt åt den helige Nikolaus och härstammar från början av 1500-talet. Kapellet restaurerades på begäran av kardinal Francesco Barberini år 1664. År 1741 övergick patronatsrätten till kardinal Tommaso Ruffo som uppdrog åt Nicola Salvi att genomföra en omstrukturering av kapellet. Altarmålningen är utförd av Sebastiano Conca år 1743 och föreställer Jungfru Maria och Barnet med de heliga Filippo Neri och Nikolaus. I kapellets tak har Corrado Giaquinto freskmålat Gud den Evige fadern uppenbarar sig för den helige Nikolaus samt i pendentiven allegoriska figurer.
Cappella del Crocifisso
I det andra kapellet, invigt åt den korsfäste Kristus, återfinns ett träkrucifix från 1300-talet. Detta kapell, som även benämns Cappella Massimo, bildades år 1582 genom en sammanslagning av tre mindre kapell.
Själva altaruppsatsen från 1758 är ett verk av Giovanni Domenico Navone; blomsterdekorationen i polykrom intarsiateknik är särskilt rik. Gravmonumentet över Maria Gabriella di Savoia Massimo (1811–1837) är utfört av Pietro Tenerani. Mittemot detta återfinns Lorenzo Ottonis gravmonument över kaniken och diplomaten George Conn (1598–1640) med en putto av Giuseppe Giorgetti.
Cappella del Sacro Cuore
Kapellet är invigt åt Jesu heliga hjärta. Pietro Gagliardi har här utfört altarmålningen Jesus visar sitt heliga hjärta flankerad av änglar. Utanför kapellet står två gravmonument: det över kardinal Antonino Saverio De Luca av Giuseppe Prinzi och det över vetenskapsmannen och politikern Pellegrino Rossi av Pietro Tenerani.
Cappella della Madonna del Rosario di Pompei
Kapellet till höger om koret är numera invigt åt Vår Fru av Rosenkransen av Pompeji, men var tidigare invigt åt ärkeängeln Mikael och aposteln Andreas.

### Vänster sida
Cappella del Santissimo Sacramento e delle Cinque Piaghe di Gesù Cristo
Kapellet till vänster i narthex är invigt åt det allraheligaste Sakramentet och åt Jesu Kristi fem sår. Kardinal Pietro Ottoboni uppdrog åt arkitekten Ludovico Rusconi Sassi att bygga om kapellet (1737). Vincenzo Berrettini har utfört målningen Sista måltiden. Kupolfresken av Andrea Casali framställer Guds Lamms förhärligande.
Utanför detta kapell finns en sittande staty föreställande den helige Hippolytus. Det är en kopia av en staty som påträffades vid Via Tiburtina år 1551.
Cappella dell'Immacolata Concezione
Kapellet till vänster om koret är invigt åt den Obefläckade Avlelsen. Initialt freskmålade Pietro da Cortona kapellet, men freskerna har gått förlorade. I kapellet vördas ikonen Vergine di Grottapinta, vilken antas härstamma från kyrkan Santa Maria di Grottapinta. På bården runt ikonen står en text som upplyser om att ikonen hyser reliker från de fyrtio martyrerna, påve Felix samt de heliga Marcus och Marcellianus.
I vänster sidoskepp finns även Giovanni Antonio Dosios gravmonument över Annibale Caro.

## Titelkyrka
San Lorenzo in Damaso stiftades som titelkyrka av påve Alexander I år 112.
Lista
över kardinalpräster (ej komplett)

- Damasus: ? –366
- Bonifacio: cirka 415–418
- Prospero d'Aquitania: 432
- Projettizio: 499
- Lorenzo: 499–500
- Specioso (eller Specio): 500
- Specioso: 595
- Epifanio: 721
- Leone: före 745–761
- Marino: 761 – ?
- Leone: 853 – ?
- Adriano: 875 – ?
- Cristoforo: cirka 900–903
- Pietro 946 – före 964
- Pietro: 964 – före 993
- Pietro: före 1012 – cirka 1027
- Giovanni: 1033 – före 1049
- Leone: 1049 – cirka 1072
- Riso (eller Richo): 1088–1112
- Adeodato: 1116–1129
- Stefano Stornato: 1130–1132 (pseudokardinal utnämnd av motpåven Anacletus II)
- Angelo: 1133–1138
- Yves: 1138–1143
- Guido Moricotti: 1143–1150
- Nikolaus: 1150–1151
- Giovanni Paparoni: 1151–1158
- Pietro di Miso: 1165–1182
- Pedro de Cardona: 1182–1183
- Uberto Allucingoli: 1183–1185
- Ottone: 1172–1173 (pseudokardinal utnämnd av motpåven Calixtus III)
- Uberto Crivelli: 1185–1187
- Pietro: 1188–1190
- Vakant: 1190–1213
- Pierre Duacensis: 1212–1216
- Pietro Campano: 1216–1217
- Vakant: 1217–1288
- Matteo D'Acquasparta: 1288–1291
- Francesco Ronci: 1291–1294
- Nicolas L'Aide: 1294–1299
- Arnaud Nouvel: 25 juli – 17 augusti 1317
- Hugues Roger: 1342–1363
- Pierre de Banac: 1368–1369
- Pietro Corsini: 1370–1374
- Bartolomeo da Cogorno: 1381–1385
- Angelo Acciaioli: 1385–1397
- Giordano Orsini: 1400–1412; in commendam 1412–1438
- Juan Martínez de Murillo: 1419–1420 (pseudokardinal utnämnd av motpåven Benedictus III)
- Vakant: 1420–1440
- Aleksander Mazowiecki: 1440–1444 (pseudokardinal utnämnd av motpåven Felix V)
- Ludovico Scarampi-Mezzarota Trevisano: 1440–1465
- Lancelot de Lusignan: 1447–1449 (pseudokardinal utnämnd av motpåven Felix V)
- Juan de Mella: 1465–1467
- Vakant: 1467–1477
- Francesco Gonzaga (1477–1483)
- Raffaele Sansone Riario della Rovere: 1483–1503; in commendam 1503–1517
- Giulio de Medici: 1517–1523
- Pompeo Colonna: 1524–1532
- Ippolito de Medici: 1532–1535
- Alessandro Farnese: 1535–1564; in commendam 1564–1589
- Alessandro Damasceni Peretti: titeldiakonia pro illa vice 1589–1620; titelkyrka 1620; in commendam 1620–1623
- Ludovico Ludovisi: 1623–1632
- Francesco Barberini: titeldiakonia pro illa vice 1632–1644; titulus 1644–1645; in commendam 1645–1679
- Lorenzo Raggi: 1679–1680
- Vakant: 1679–1689
- Pietro Ottoboni: titeldiakonia pro illa vice 1689–1724; titulus 1724–1725; in commendam 1725–1740
- Tommaso Ruffo: in commendam 1740–1753
- Girolamo Colonna di Sciarra: 1753–1756
- Alberico Archinto: 1756–1758
- Carlo Rezzonico: 1758–1763
- Henry Benedict Mary Clement Stuart of York: in commendam 1763–1807
- Francesco Carafa di Trajetto: 1807–1818
- Giulio Maria della Somaglia: 1818–1830
- Tommaso Arezzo: 1830–1833
- Carlo Maria Pedicini: 1834–1843
- Tommaso Bernetti: 1844–1852
- Luigi Amat di San Filippo e Sorso: 1852–1878
- Antonio Saverio De Luca: 1878–1883
- Teodolfo Martel: 1884–1899
- Lucido Maria Parocchi: in commendam 1899–1903
- Antonio Agliardi: 1903–1915
- Ottavio Cagiano de Azevedo: 1915–1927
- Andreas Frühwirth: 1927–1933
- Tommaso Pio Boggiani: in commendam 1933–1942
- Vakant: 1942–1958
- Celso Benigno Luigi Costantini: 9 juni – 17 oktober 1958
- Santiago Luis Copello: 1959–1967
- Luigi Traglia: 1969–1972
- Narciso Jubany Arnau: 1973–1996
- Antonio María Rouco Varela: 1998–

## Omnämningar i kyrkoförteckningar
| Katalog                                                        | År         | Benämning                                                         |
| -------------------------------------------------------------- | ---------- | ----------------------------------------------------------------- |
| Catalogo di Cencio Camerario                                   | 1192       | sco. Laurentio in Damaso                                          |
| Il Catalogo Parigino                                           | cirka 1230 | s. Laurencius in Damaso                                           |
| Il Catalogo di Torino                                          | cirka 1320 | Ecclesia sancti Laurentii in Damaso titulus presbiteri cardinalis |
| Il Catalogo del Signorili                                      | cirka 1425 | sci. Laurentii in Damaso                                          |
| Il Liber Anniversariorum Sancti Salvatoris ad Sancta Sanctorum | 1461       | Ecclesia SS. Laurentii et Damasi                                  |

## Cappella del Pallio
I Palazzo della Cancelleria finns ett kapell – Cappella del Pallio. Francesco Salviati har här för kardinal Alessandro Farnese utfört flera fresker, bland annat Johannes Döparens halshuggning och Pauli omvändelse.

## Bilder
| - Vergine di Grottapinta. Ikon från 1100-talet. - San Lorenzo in Damaso. Tryck av Girolamo Francino från år 1588. - San Lorenzo in Damaso (här benämnd S Laureus in damas⋅) på Antonio Tempestas vy över Rom, Forma Urbis Romae, från år 1593. - Palazzo della Cancelleria. |

| - San Lorenzo in Damaso (nummer 645) på Giovanni Battista Nollis topografiska karta över Rom från år 1748. - Kyrkans grundplan. - Jungfru Maria och Barnet med de heliga Filippo Neri och Nikolaus av Sebastiano Conca. - Gravmonument över Annibale Caro, utfört av Giovanni Antonio Dosio. |